# Subodha Dahanayake
Subodha Kumari Yapa Dahanayake (* 6. August 1990) ist eine sri-lankische Badmintonspielerin. 

## Karriere
Subodha Dahanayake gewann 2009 bei den nationalen Titelkämpfen Silber im Damendoppel. 2010 nahm sie an den Asienspielen teil. Im gleichen Jahr startete sie auch bei den Commonwealth Games.